# Дядько Адольф на прізвисько Фюрер
Дядько Адольф на прізвисько Фюрер (італ. «Zio Adolfo in arte Führer») — італійська кінокомедія творчого дуету Кастеллано і Піполо, що вийшла 28 вересня 1978 року, з Адріано Челентано в головній ролі. У комедії Челентано виконав відразу дві головні ролі, вона була орієнтована на німецького глядача, що вплинуло на німецький дубляж картини. Картина є пародією на життя Адольфа Гітлера, окрім цього у нього присутні дубльовані історичні архівні кадри.

## Сюжет
У Веймарській Німеччині живуть два брати-близнюки Герман і Густав (Адріано Челентано), які мають протилежні політичні погляди: Герман — вірний прихильник нацистської партії, що тільки зародилася, і посередній ілюзіоніст, кожен фокус якого закінчується смертю його помічника; Густав — анархіст, який друкує та розповсюджує антинацистську пропаганду. З приходом до влади Адольфа Гітлера (Джузеппе Діаманті) Герман вступає на службу в СС і незабаром стає полковником та особистим другом Гітлера. Тоді як Густав таємно задумує та інсценує кілька екстравагантних, але марних спроб убивства Гітлера.
Оскільки Німеччина готується до Другої світової війни, багато молодих людей записуються до німецької армії. У Берліні нареченого Ганса (Клаудіо Бігальї) забирають до армії і розлучають зі своєю дружиною Ірмою (Франсуаз Бастьєн) у шлюбну ніч. Герман, знаючи про опозицію свого брата нацистському режиму, але не знаючи про його плани вбивства, відвідує Густава у його укритті. Стверджуючи, що доля має вирішити, яка з двох ідеологій має переважити, Герман кидає виклик Густаву зіграти у російську рулетку. Гра, однак, затягується до нескінченності, оскільки пістолет так і не стріляє, два брати з перервами продовжують її день за днем.
Після поразки Німеччини у війні та смерті Адольфа Гітлера Герман відновлює свою діяльність ілюзіоніста. Ганс повертається додому і, нарешті, з'єднується з Ірмою, але коли пара вперше за багато років обіймається, вони обоє наступають на міну. Чотири десятиліття вже літні Герман і Густав все ще продовжують свою гру в російську рулетку тільки для того, після чого розуміють, що пістолет весь цей час був порожній.

## У ролях
- Адріано Челентано — Герман/Густав
- Джузеппе Діаманті — Адольф Гітлер
- Аманда Лір — співачка
- Клаудіо Бігальї — Ганс Бауер
- Франсуаз Бастьєн — Ірма
- Лучо Монтанаро — нацистський солдат
- Анна Чардіні — Герда Крістіан
- Граціелла Гальвані — Лівія Петерсон
- Бернардіно Емануеллі — вчитель малювання
- П'єтро Чеччареллі — нацистський офіцер
- Раффаеле Ді Сіпіо — нацистський лікар
- Франко Вольпі — Червоний Барон

## Знімальна група
- Режисура — Кастеллано і Піполо
- Сценарій — Кастеллано і Піполо
- Продюсер — Лучано Мартіно, Ренато Джабоні
- Монтаж — Антоніо Січільяно
- Оператор — Джанкарло Феррандо
- Художник — Недо Адзіні, Коррадо Колабуччі
- Музика — Карло Рустікеллі